# مليكة أميرة المغرب
 للا مليكة  (14 مارس 1933م - 28 سبتمبر 2021م)، هي مليكة بنت محمد بن يوسف بن الحسن بن محمد بن عبد الرحمن بن هشام بن محمد بن مولاي عبد الله بن مولاي إسماعيل بن الشريف بن علي العلوية، أميرة علوية من الأسرة المالكة في المغرب، وُلِدَتْ في الرباط يوم الثلاثاء (17 ذي القعدة 1351 هـ / 14 مارس 1933م)، وهي ابنة محمد الخامس ملك المغرب والأميرة عبلة بنت الطاهر، وشقيقة الحسن الثاني ملك المغرب، وهي رئيسة مجلس إدارة جمعية الصليب والهلال الأحمر.

## وفاتها
توفيت الأميرة مليكة يوم الثلاثاء 28 سبتمبر 2021، ونعتها وزارة القصور الملكية والتشريفات والأوسمة.